# Fritz Dittmer
Fritz Dittmer (* 8. Februar 1889 in Stettin; † 16. Januar 1970 in Hamburg) war ein deutscher Schriftsteller und Musiker. Er schrieb unter anderem in plattdeutscher Sprache über Pommern.

## Leben
Fritz Dittmer wurde in Stettin als Sohn eines Bahnwärters geboren. Er machte eine kaufmännische Lehre, widmete sich aber auch dem Geigen- und Violoncellospiel. Im Ersten Weltkrieg war er Soldat. Nach dem Ersten Weltkrieg lebte er als Musiker. Angeregt durch Hermann Ploetz veröffentlichte er 1923 sein erstes Buch mit Gesammelten Musikanten- und Komödiantengeschichten, schrieb aber auch für Zeitungen und Kalender. 1936 wurde er wieder Soldat.
Nach dem Zweiten Weltkrieg lebte er in Sankt Michaelisdonn in Dithmarschen. Er veröffentlichte mehrere unterhaltsame Bücher; in der Pommerschen Zeitung schrieb er unter dem Pseudonym Hein Klok von′t Bollwark. Er starb am 16. Januar 1970 in Hamburg.

## Werke
- Kolofonium und Schminke. Gesammelte Musikanten- und Komödiantengeschichten. F. Mörike, Stettin 1924.
- Stettiner Pärföng. Ein Büchlein der Erinnerung. Verlag von der Ropp, Hamburg 1955.
- Sonne und Wolken über Pommern. Verlag Weichert, Hamburg 1955.
- Olt-Stettiner Utkiek. Ein Büchlein der Erinnerung. Verlag Weichert, Hamburg 1962.
- Meuteri up'n Musikdamper. 'ne pommersche Seemanns- un Kleinstadtgeschicht' üm Nägenteihnhunnert. Pommersche Landsmannschaft, Hamburg 1966.